# Анна Еліза Вільямс
Анна Еліза Вільямс (англ. Anna Eliza Williams, до шлюбу Девіс (англ. Davies); 2 червня 1873 року, Берфорд, Шропшир, Англія, Велика Британія — 27 грудня 1987 року, Свонсі, Уельс, Велика Британія) — британська супердовгожителька. З 2 лютого 1987 року до моменту своєї смерті була найстарішою нині живою повністю верифікованою людиною в світі.

## Життєпис
Анна Еліза Девіс народилася в 2 червня 1873 року в Берфорді, Шропшир, Англія. Вона переїхала в Свонсі після одруження з теслярем Вільямом Генрі Вільямсом. Анна Еліза овдовіла в 1954 році. Вільямс пояснювала своє довголіття тим, що не працювала, не палила і їла багато овочів.
В її родині було багато довгожителів: її мати дожила до 98 років, а всі брати і сестри Анни Елізи прожили більше 80 років, а один з її братів дожив до 101 року. Крім того, її дочка Констанс Гарві (8 жовтня 1906 року — 18 червня 2014 року) прожила 107 років і 253 дні. Анна Еліза Вільямс побила британський рекорд довголіття 12 липня 1985 року.
Анна Еліза Вільямс померла 27 грудня 1987 року в будинку для літніх людей в Свонсі, Уельс у віці 114 років і 208 днів. В її свідоцтві про смерть причина смерті була вказана як «старість». Її британський рекорд довголіття (114 років і 208 днів) був побитий Шарлоттою Г'юз 28 лютого 1992 року. Після смерті Анни Флоренс Кнапп стала найстарішою нині живою повністю верифікованою людиною в світі, а Жанна Кальман стала найстарішою нині живою людиною в Європі.